# Souabes de Satu Mare
Pour un article plus général, voir Allemands de Roumanie.
Les Souabes de Satu Mare (en roumain Șvabii sătmăreni, en allemand Sathmarer Schwaben) sont l'une des communautés ethniques de Roumanie. Ils vivent dans une dizaine de villages où ils représentent une importante proportion. 
Le recensement de 2002 en a trouvé 6 417 dans le județ de Satu Mare, 1 163 dans le județ de Bihor. Quelques milliers de Souabes vivent aussi dans la Hongrie voisine.

## Histoire
Les premiers Souabes sont arrivés du duché de Wurtemberg en 1712 à l'initiative du comte hongrois Sándor Károlyi qui souhaitait peupler la région de fermiers libres, réputés plus travailleurs et meilleurs organisateurs que les serfs valaques ou les juhász (bergers) hongrois locaux. 
Intégrés à la Roumanie après 1918, les Souabes de Satu-Mare sont redevenus hongrois à la suite du deuxième arbitrage de Vienne et, selon les accords entre la Hongrie et le Troisième Reich, ont été mobilisés dans la Wehrmacht. De ce fait, lorsque la région est redevenue roumaine fin 1944, l'URSS exigea leur expulsion et la plupart s'enfuirent alors vers l'Allemagne, mais environ 5 000 n'en eurent pas le temps et furent déportés en URSS à partir de janvier 1945. Parmi les familles qui purent rester, n'ayant pas eu de combattant dans l'armée allemande ou hongroise, un nombre important émigra vers l'Allemagne après l'ouverture du rideau de fer et la chute de la dictature communiste en 1989. Toutefois, et contrairement à la plupart des autres groupes de la Communauté allemande de Roumanie, un nombre suffisant pour assurer la pérennité de la communauté, soit près de 8 000 personnes, est resté.

## Recensement de la population de Roumanie en 2002[5]
Les Souabes sont présents dans plusieurs villages du Județ de Satu Mare. Leur présence dans les villes est par contre très minoritaire.
Villages avec une forte proportion de Souabes dans le județ de Satu Mare :
- Foieni  (41,6 %)
- Petrești  (31,5 %)
- Urziceni (22,5 %)
- Beltiug (15 %)
- Tiream (14 %)
- Căpleni (9,6 %)
- Ardud (6,4 %)

Villes avec une forte proportion de Souabes dans le județ de Satu Mare :
- Carei (2,3 % ; centre culturel des Souabes de Satu Mare)
- Satu Mare (1,4 %)

Dans le județ de Bihor, on trouve aussi un village avec plus de 5 % de Souabes:
- Sânt Andrei (7,4 %)